# 科爾基斯噴泉

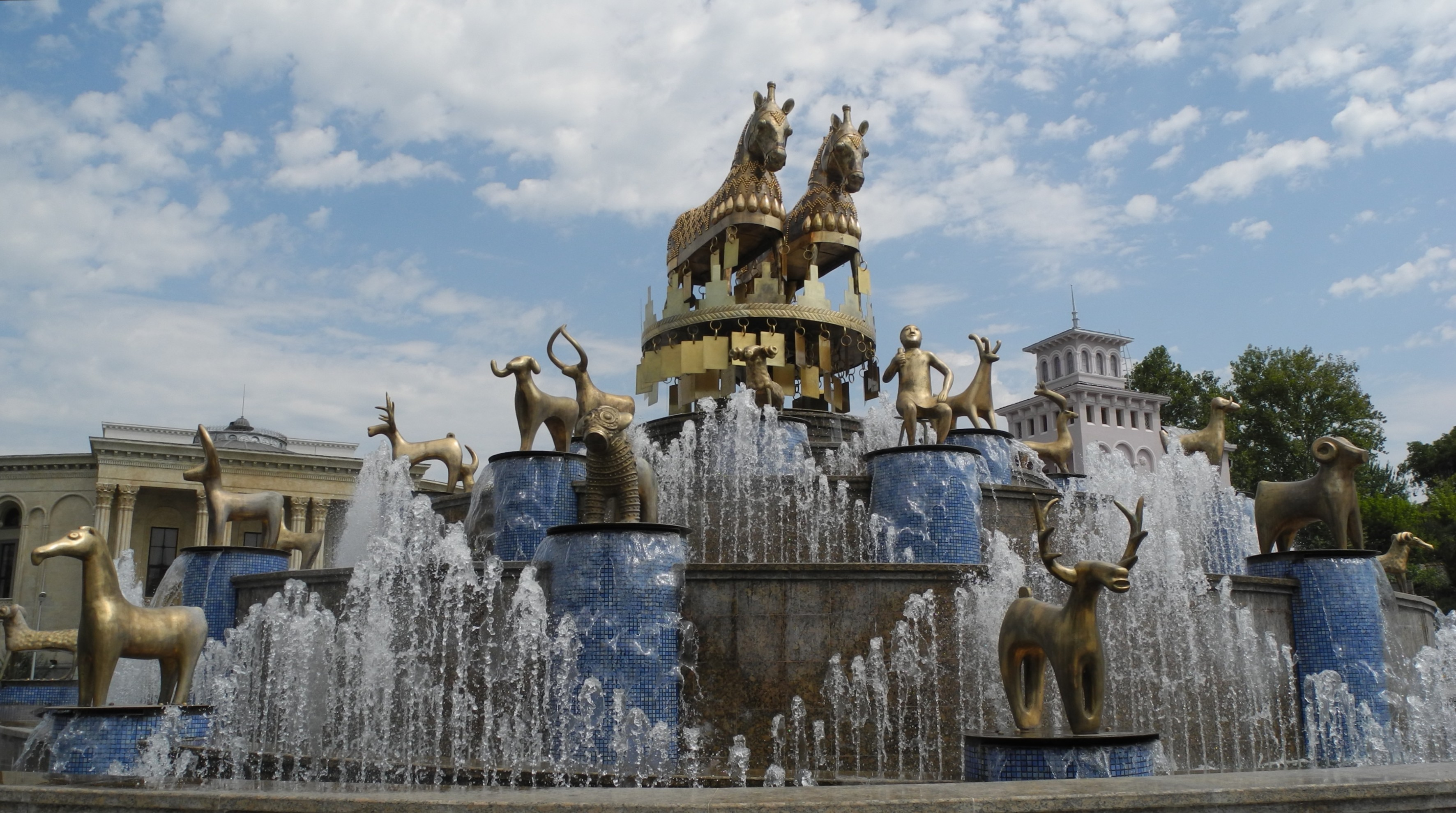
科爾基斯噴泉

科爾基斯噴泉是位於格魯吉亞伊梅雷蒂大区庫塔伊西的噴泉及紀念碑，位於庫塔伊西市中心廣場中央，於2012年5月啟用。其名取自歷史上位於喬治亞西部的科爾基斯王國。噴泉裝飾著30件以格魯吉亞境內考古遺址為主題的雕塑，多為動物造型。